# Petr Rada
Petr Rada, född 21 augusti 1948 i Prag, är en tjeckisk fotbollstränare och före detta professionell spelare. Sedan 2022 är han tränare i Dukla Prag.
Som aktiv spelade Rada som mittfältare och gjorde 11 landskamper för Tjeckoslovakien under 1980-talet. Han spelade bland annat för klubbarna Dukla Prag och Fortuna Düsseldorf.
Rada har efter spelarkarriärens slut tränat de tjeckiska klubbarna FK Teplice, FC Viktoria Plzeň och FK Jablonec 97. Han var assisterande landslagstränare för Jozef Chovanec mellan 1998 och 2001 och för Karel Brückner mellan 2006 och 2008. När Brückner slutade efter EM 2008 tog Rada över landslaget. Han fick sparken i april 2009 efter dåliga resultat i kvalet till VM 2010.